# Rockstar San Diego
Rockstar San Diego (voorheen Angel Studios) is een computerspelontwikkelaar in Carlsbad en onderdeel van Rockstar Games. Ze produceerden onder andere Red Dead Revolver en de Midnight Club-serie.

## Ontwikkelde spellen
| Release | Titel                                            | Platform                                                  | Opmerking |
| ------- | ------------------------------------------------ | --------------------------------------------------------- | --- |
| 1996    | Mr. Bones                                        | Sega Saturn                                               | Ontwikkeld samen met Zono Incorporated.                                                                                       |
| 1998    | Major League Baseball Featuring Ken Griffey, Jr. | Nintendo 64                                               | |
| 1998    | Virtual Jungle Cruise                            | Arcadespel                                                | |
| 1999    | Resident Evil 2                                  | Nintendo 64                                               | |
| 1999    | Ken Griffey Jr.'s Slugfest                       | Game Boy Color, Nintendo 64                               | De Game Boy Color-versie is ontwikkeld door Software Creations.                                                               |
| 1999    | Midtown Madness                                  | Windows                                                   | |
| 1999    | Savage Quest                                     | Arcadespel                                                | |
| 1999    | Pirates: GameWorks                               | Arcadespel                                                | |
| 2000    | Midtown Madness 2                                | Windows                                                   | |
| 2000    | Midnight Club: Street Racing                     | PlayStation 2                                             | |
| 2000    | Smuggler's Run                                   | PlayStation 2                                             | |
| 2001    | Smuggler's Run 2                                 | Nintendo GameCube, PlayStation 2                          | |
| 2001    | Test Drive Off-Road Wide Open                    | PlayStation 2, Xbox                                       | |
| 2001    | TransWorld Surf                                  | Nintendo GameCube, PlayStation 2, Xbox                    | |
| 2003    | SpyHunter 2                                      | PlayStation 2, Xbox                                       | |
| 2003    | Midnight Club II                                 | PlayStation 2, Windows, Xbox                              | |
| 2004    | Red Dead Revolver                                | PlayStation 2, Xbox                                       | |
| 2005    | Midnight Club 3: DUB Edition                     | PlayStation 2, PlayStation Portable, Xbox                 | Geporteerd naar PlayStation Portable door Rockstar Leeds.                                                                     |
| 2006    | Midnight Club 3: DUB Edition Remix               | PlayStation 2, Xbox                                       | |
| 2006    | Rockstar Games Presents Table Tennis             | Wii, Xbox 360                                             | |
| 2008    | Midnight Club: Los Angeles                       | PlayStation 3, Xbox 360                                   | |
| 2010    | Red Dead Redemption                              | PlayStation 3, Xbox 360                                   | Ontwikkeld met Rockstar Leeds, Rockstar New England, Rockstar North.                                                          |
| 2011    | L.A. Noire                                       | PlayStation 3, Windows, Xbox 360                          | Ontwikkeld met Team Bondi, Rockstar Leeds, Rockstar New England, Rockstar North.                                              |
| 2012    | Max Payne 3                                      | OS X, PlayStation 3, Windows, Xbox 360                    | Ontwikkeld met Rockstar Leeds, Rockstar London, Rockstar New England, Rockstar North, Rockstar Toronto en Rockstar Vancouver. |
| 2013    | Grand Theft Auto V                               | PlayStation 3, PlayStation 4, Windows, Xbox 360, Xbox One | Ontwikkeld met Rockstar Leeds, Rockstar London, Rockstar New England, Rockstar North en Rockstar Toronto.                     |
| 2018    | Red Dead Redemption 2                            | PlayStation 4, Xbox One                                   | Ontwikkeld met Rockstar India, Rockstar Leeds, Rockstar London, Rockstar New England, Rockstar North en Rockstar Toronto.     |